# Bitwa z pochodniami Włada Palownika
Bitwa z pochodniami Włada Palownika (rum. Bătălia cu facle a lui Vlad Țepeș), inny tytuł Nocny atak (rum. Atacul de noapte) – obraz olejny namalowany przez rumuńskiego malarza Theodora Amana w 1866 roku, znajdujący się w zbiorach Muzeum Theodora Amana w Bukareszcie.

## Opis
Bitwa z pochodniami Włada Palownika znajdująca się w zbiorach Muzeum Theodora Amana w Bukareszcie pod numerem inwentarzowym 121, przeniesiona tu w 1908 roku z bukaresztańskiej pinakoteki, została zakupiona przez państwo rumuńskie dla pinakoteki za kwotę 2475 lejów w ramach wystawy dzieł rumuńskich artystów w 1870 roku. Z czasem pojawili się malarze, którzy wykonywali kopie dzieł Amana, w tym Alexandru Fotino, jeden z jego uczniów. W 1873 roku wykonał kilka kopii niektórych obrazów Amana, aby uzyskać korzyści materialne, które przeznaczał na loterie. Kopia obrazu została sprzedana na loterii zorganizowanej w 1873 roku w Szkole Sztuk Pięknych w Bukareszcie.
Jest to kompozycja o tematyce historycznej, ilustrująca scenę z bitwy, jaką hospodar Wołoszczyzny Wład Palownik stoczył 17 czerwca 1462 roku pod Târgoviște, przeciwko armii sułtana Imperium Osmańskiego Mehmeda II Zdobywcy. Po lewej stronie widać tureckie namioty, a środek i prawą stronę zajmują wojska hospodara wołoskiego, które posuwają się z dużą szybkością, zaskakując wrogów. W centrum znajduje się Wład Palownik z uniesionym mieczem w prawej dłoni, a całą scenę widać dzięki zapalonym pochodniom, które jeźdźcy trzymają w rękach, co tworzy dramatyczny kontrast między światłem i cieniem, oraz podkreśla dynamiczne ruchy żołnierzy. Światło pochodni uwypukla rysy twarzy, ujawniając strach, determinację i furię emocji, które przekształcają bitwę w potężną narrację wizualną. Użyte kolory na obrazie są ciemne, dzięki czemu podkreślają ponurą atmosferę starcia, a pochodnie jako centralne punkty światła, wprowadzają do przedstawionej sceny elementy mistycyzmu. 